# Andreas Weichelt
Andreas Weichelt (* 23. April 1936 in Leipzig) ist ein Politiker (SPD) aus Bremen und war Mitglied der Bremischen Bürgerschaft. 

## Biografie

### Ausbildung und Beruf
Weichelt studierte nach dem Abitur von 1961 bis 1969 zum Wirtschaftsingenieur an der Technischen Hochschule Braunschweig und schloss das Studium als Dipl-Ing. ab. Bis 1973 war er an der Bundesforschungsanstalt für Landwirtschaft (FAL) in Braunschweig tätig. Er promovierte zum Dr.-Ing in Braunschweig.
Von 1973 bis 1983 war er an der Universität Bremen im Bereich von betriebswirtschaftlichen Aufgaben beschäftigt, zuletzt als Oberregierungsrat.
Weichelt ist mit Uta Weichelt verheiratet; beide haben einen Sohn.

### Politik
Weichelt ist seit 1971 Mitglied der SPD und er war im SPD-Ortsverein Walle in Bremen als OV-Vorsitzender von 1978 bis 1995 sowie im SPD Unterbezirk Bremen-West und im SPD-Landesverband Bremen in verschiedenen Gremien und Funktionen aktiv.
Von 1973 bis 1999 war er 16 Jahre lang Mitglied der Bremischen Bürgerschaft und in verschiedene Deputationen und Ausschüssen der Bürgerschaft tätig, darunter in der Baudeputation und als Vorsitzender der Hafendeputation. Er war hafenpolitischer Sprecher der SPD-Fraktion in der Bürgerschaft. Er war von 1983 bis 1987 im Bremer Landesbeirat für Kunst im öffentlichen Raum. 

### Weitere Mitgliedschaften
Weichelt war seit den 1980er Jahren in der Arbeiterwohlfahrt Bremen (AWO) ehrenamtlich tätig; zunächst im Vorstand des AWO-Kreisverbandes des Landes Bremen. 1999 wurde er Vorsitzender des AWO-Kreisvorstandes. Er leitete bei der AWO strukturelle Reformen ein, die nun aus einem Vorstand und einem Aufsichtsrat als Präsidium bestand. Weichelt war nun bis 2008 Präsident der AWO in Bremen; ihm folgte Senatorin Eva-Maria Lemke in dem Amt. Im Bundesverband der AWO fungierte er als Bundesrevisor. 
Darüber hinaus war er Mitglied in verschiedensten Gremien und Vereinen.